# Sonic Advance 2
Sonic Advance 2 – komputerowa gra akcji z serii Sonic the Hedgehog, wyprodukowana przez Dimps Corporation. Została wydana w 9 marca 2003 roku przez Segę na platformie Game Boy Advance.